# Крестоносцы (роман)
«Крестоносцы», в некоторых переводах «Меченосцы» (пол. Krzyżacy) — исторический роман Генрика Сенкевича. Впервые опубликован в журнале «Tygodnik Ilustrowany» в 1897—1900 годах. В виде отдельной книги впервые опубликован издательством редакции «Вестник иностранной литературы» в 1897 году (дозволен цензурой 16.02.1897). Время действия охватывает десятилетие между годом смерти королевы Ядвиги (1399) и Грюнвальдской битвой (1410).
Во время публикации роман был протестом против германизации, которую проводили прусские власти. Сенкевич писал «Крестоносцев» к укреплению сердец (пол. ku pokrzepieniu serc) поляков. Он хотел, чтобы его книга показала Польшу во времена её подъёма и могущества.
Историческим фоном для «Крестоносцев» выбран период конфликта ягеллонской Польши с Тевтонским орденом. Во время написания романа автор использовал «Хронику» Янко из Чарнкова (пол. «Kroniki Janka z Czarnkowa»), «Историю» Яна Длугоша (пол. «Historii Jana Długosza»), работы таких историков, как Смолка (пол. Smolka) и Шайноха (пол. Szajnocha), немецкие и французские исторические работы, карты и т. д.
Главные герои романа — польский рыцарь Мацько и его племянник Збышко из Богданца. Трагическая любовь Збышка и шляхтянки Дануси составляет мелодраматическую линию книги, а борьба с  тевтонцами должна была поднять дух поляков, находившихся в неволе.
Кульминацией романа является победоносная битва под Грюнвальдом, представленная как польско-литовский триумф. Ход битвы Сенкевич воспроизвел согласно Яну Длугошу и под влиянием полотна Яна Матейки.
В 1900 году книжное издание романа увенчало 20-летний юбилей творчества писателя.
Роман «Крестоносцы» в связи с антинемецкими настроениями в Польше стал первой книгой, изданной в стране в конце Второй мировой войны; роман издан в августе 1945 года.
Книга переведена на 25 языков.

## Герои

### Главные
- Збышко из Богданца (пол. Zbyszko z Bogdańca);
- Мацько из Богданца (пол. Maćko z Bogdańca);
- Ягенка из Згожелиц (пол. Jagienka ze Zgorzelic);
- Дануся Юрандовна (пол. Danusia Jurandówna);
- Юранд из Спыхова (пол. Jurand ze Spychowa).

### Избранные исторические фигуры в повести
- княжна Анна Данута (пол. Anna Danuta);
- великий магистр Ульрих фон Юнгинген (пол. Ulrich von Jungingen);
- король Владислав II Ягайло (пол. Władysław II Jagiełło);
- королева Ядвига Анжуйская (пол. Jadwiga Andegaweńska);
- Завиша Чёрный (пол. Zawisza Czarny z Garbowa);
- Повала из Тачева;
- князь Земовит IV (пол. Siemowit IV);
- великий князь Витовт (пол. Witold Kiejstutowicz);
- Зындрам из Машковиц[пол.];
- великий магистр Конрад фон Юнгинген (пол. Konrad von Jungingen);
- Марцин из Врочимовиц;
- Куно фон Лихтенштейн (пол. Kuno von Lichtenstein).

### Остальные
- Ануля Шечехувна (пол. Anula Sieciechówna).
- Чтан из Рогова (пол. Cztan z Rogowa) — стремился понравиться (как и Вильк из Бжозовой) Ягенке из Згожелиц, дочке Зыха; бился за неё со Збышком из Богданца в хозяйстве в Кшешни; позже сражался в битве под Грюнвальдом.
- Вильк из Бжозовой (пол. Wilk z Brzozowej) — стремился понравиться (как и Чтан из Рогова) Ягенке; бился за неё со Збышко из Богданца в хозяйстве в Кшешни.
- Фулько де Лорш (пол. Fulko de Lorche) — рыцарь из Лотарингии. Гость тевтонского ордена, родственник князей из Брабанта. Дружил со Збышком из Богданца, который спас его от тура. Женился на Ягеньке из Длуголясу. В битве под Грюнвальдом сражался на польско-литовской стороне. В фильме его роль сыграл Леон Немчик (Leon Niemczyk).
- Глава (пол. Hlawa) — чешский воин.
- Ротгер (пол. Rotgier) — монах тевтонского ордена; любимец Зигфрида де Лёве, который любил его, как своего сына; вместе с Готфритем и Денвелдем затеял заговор с целью похищения Дануси Юрандувны. Вызвал Збышка из Богданца на «Божий Суд», то есть поединок на смерть или жизнь, в котором повержен.
- Сандерус (пол. Sanderus).
- Толима (пол. Tolima) — один из свиты Юранда из Спыхова.
- Зых из Згожелиц (пол. Zych ze Zgorzelic) — отец Ягенки, муж усопшей Малгохны, сосед Мацька и Збышка. Занятый войнами, редко бывал в Згожелицах, оставляя дочь под опекой крёстного отца, аббата Яшька из Тульче. Хотел, чтобы Ягенка вышла за Збышка из Богданца. Владел большим имением Мочидолы, которое оставил в наследство Ягенке, и Згожелице, предназначенное для её младших братьев. Погиб от руки немецких рыцарей из Силезии во время нападения на двор освенцимского князя, у которого пребывал в гостях.
- Зигфрид де Лёве (пол. Zygfryd de Löwe) — тевтонский рыцарь.
- Скирвойло (пол. Skirwoiłło) — военачальник жемайтов.

## Русский перевод
Первый русский перевод романа, выполненный Владиславом Ходасевичем, увидел свет в 1897 году и выдержал несколько переизданий. Из цензурных соображений название изменено было на «Меченосцы». Новый русский перевод Е. Егоровой был опубликован в 1983 году.

## Экранизация
В 1960 году в 550-ю годовщину битвы под Грюнвальдом, режиссёром Александром Фордом по роману снят приключенческий фильм под названием «Крестоносцы».
В 1971 году на экраны выпущен детский фильм «Pierscien ksieznej Anny» («Перстень княгини Анны»), режиссёр Мария Каневска (Maria Kaniewska), рассказывающий о фантастических приключениях трёх мальчишек, увлеченных романом Сенкевича «Крестоносцы», которые во время летних каникул решили обследовать развалины старого замка.
По сюжету романа в 2002 году вышла компьютерная игра «Рыцари Креста» в жанре стратегии в реальном времени с элементами ролевой игры от компании Freemind Software.